# Colegio de Trabajadores Sociales de Costa Rica
El Colegio de Trabajadores Sociales de Costa Rica (COLTRAS) es un colegio profesional cuya función pública es tutelar el desempeño ético y profesional de los agremiados que lo componen con el fin de prever perjuicio alguno a la sociedad.

## Antecedentes
Debido a los egresados de la Escuela de Trabajo Social provenientes de la Universidad de Costa Rica, en noviembre de 1967 emerge oficialmente el Colegio de Trabajadores Sociales de Costa Rica y su primera Junta Directiva. 
Entre las razones fundamentales que dieron origen a la entidad, convergen las siguientes:
- El incremento en el número de  graduados en Trabajo Social.
- La necesidad de profundizar  en la defensa de los intereses profesionales.
- La lucha por mejorar el Status Profesional.[2]

## Misión, Visión y Fines
Misión: Promover el desarrollo profesional y el mejoramiento en la calidad de los servicios prestados por sus agremiados a las personas, grupos y a la sociedad en general, en procura de potenciar su desarrollo integral. 
Visión: Contribuir permanentemente a la construcción de una sociedad más justa y  equitativa, que brinde oportunidades y posibilidades para el desarrollo integral de las personas, en un marco de respeto a los derechos humanos.
Los fines del Colegio de Trabajadores Sociales costarricenses se establecen en el primer artículo de su Ley Orgánica N° 3943 emitida el 29 de agosto de 1967:
- Promover el progreso de la profesión del Trabajo Social en todos sus aspectos.
- Velar porque se cumplan los principios éticos de la profesión.
- Defender el interés particular y de grupo de sus colegiados.
- Colaborar con el Gobierno de la República, en las situaciones de  emergencia nacional, por medio del organismo correspondiente.
- Gestionar o decretar, cuando fuera posible los auxilios que se estimen necesarios para proteger a los profesionales en desgracia.
- Cualesquiera otros que se estimen necesarios.[4]

## Estructura organizativa
En la actualidad la sede se ubica en Barrio Escalante en San José y la Junta Directiva está conformada por colegiados que desempeñan los diversos puestos directivos, correspondientes al período marzo de 2014 – marzo de 2015:
| Cargo      | Nombre                          |
| ---------- | ------------------------------- |
| Presidente | Dr. Jorge Arturo Sáenz Fonseca  |
| Tesorero   | Lic. Virgilio Gamboa Monge      |
| Secretaria | Licda. Graciela Valverde Salas  |
| Fiscala    | Licda. Laura Rivera Alfaro      |
| Vocal I    | Licda. Karina Warner Cordero    |
| Vocal II   | Br. María Luisa Arias Sánchez   |
| Vocal III  | Licda. Ana Gabriela Cajiao Arce |

## Servicios
El Colegio de Trabajadores Sociales de Costa Rica tiene los siguientes servicios y beneficios a los agremiados y agremiadas así como a la sociedad en general:
- Centro de  Documentación
- Convenios de Recreación y otros Servicios
- Fondo de Mutualidad
- Modalidades de Pago de Colegiatura
- Préstamo y alquiler del Salón Multiuso
- Procedimiento de Incorporación: requisitos, costo y fechas
- Lista de Colegiados Activos
- Buzón Jurídico[5]